# Elezioni comunali in Sicilia del 2011
Le elezioni comunali in Sicilia del 2011 si tennero il 29 e 30 maggio (con ballottaggio il 12 e il 13 giugno). 

## Provincia regionale di Palermo

### Bagheria
| Candidati                                 | Candidati                           | II turno            | II turno            | I turno | I turno | Liste                                                           | Voti   | %     | Seggi |
| Candidati                                 | Candidati                           | Voti                | %                   | Voti    | %       | Liste                                                           | Voti   | %     | Seggi |
| ----------------------------------------- | ----------------------------------- | ------------------- | ------------------- | ------- | ------- | --------------------------------------------------------------- | ------ | ----- | ----- |
|                                           | Vincenzo Giuseppe Lo Meo ✔️ Sindaco | 15 510              | 54,58               | 10 698  | 32,58   | Unione di Centro                                                | 2 957  | 9,20  | 5     |
| L'Altra Bagheria                          | Vincenzo Giuseppe Lo Meo ✔️ Sindaco | 15 510              | 54,58               | 10 698  | 32,58   | 2 644                                                           | 8,23   | 4     |       |
| Futuro e Libertà                          | Vincenzo Giuseppe Lo Meo ✔️ Sindaco | 15 510              | 54,58               | 10 698  | 32,58   | 1 707                                                           | 5,31   | 3     |       |
| Democratici per Bagheria                  | Vincenzo Giuseppe Lo Meo ✔️ Sindaco | 15 510              | 54,58               | 10 698  | 32,58   | 1 711                                                           | 5,32   | 3     |       |
| Un Progetto per Bagheria-Con le Autonomie | Vincenzo Giuseppe Lo Meo ✔️ Sindaco | 15 510              | 54,58               | 10 698  | 32,58   | 1 270                                                           | 3,95   | –     |       |
|                                           | Bartolomeo Di Salvo                 | 12 908              | 45,42               | 10 227  | 31,15   | I Popolari di Italia Domani                                     | 5 564  | 17,31 | 7     |
| Il Popolo della Libertà                   | Bartolomeo Di Salvo                 | 12 908              | 45,42               | 10 227  | 31,15   | 2 590                                                           | 8,06   | 3     |       |
| Bagheria nel Cuore                        | Bartolomeo Di Salvo                 | 12 908              | 45,42               | 10 227  | 31,15   | 1 580                                                           | 4,92   | –     |       |
| Forza del Sud                             | Bartolomeo Di Salvo                 | 12 908              | 45,42               | 10 227  | 31,15   | 1 360                                                           | 4,23   | –     |       |
|                                           | Biagio Sciortino                    | Biagio Sciortino    | Biagio Sciortino    | 8 080   | 24,61   | Bagheria Popolare (B)                                           | 2 062  | 6,42  | 2     |
| Unità Democratica (A)                     | Biagio Sciortino                    | Biagio Sciortino    | Biagio Sciortino    | 8 080   | 24,61   | 2 058                                                           | 6,40   | 3     |       |
| Alleanza per l'Italia                     | Biagio Sciortino                    | Biagio Sciortino    | Biagio Sciortino    | 8 080   | 24,61   | 1 566                                                           | 4,87   | –     |       |
| Movimento Autonomista Baaria              | Biagio Sciortino                    | Biagio Sciortino    | Biagio Sciortino    | 8 080   | 24,61   | 1 452                                                           | 4,52   | –     |       |
| M.I.P. per Bagheria                       | Biagio Sciortino                    | Biagio Sciortino    | Biagio Sciortino    | 8 080   | 24,61   | 502                                                             | 1,56   | –     |       |
|                                           | Vincenzo Provino                    | Vincenzo Provino    | Vincenzo Provino    | 1 841   | 5,61    | Il Patto-Per Bagheria                                           | 1 012  | 3,15  | –     |
| Sicilia Vera-Partito del Popolo Siciliano | Vincenzo Provino                    | Vincenzo Provino    | Vincenzo Provino    | 1 841   | 5,61    | 374                                                             | 1,16   | –     |       |
| Sviluppo e Legalità                       | Vincenzo Provino                    | Vincenzo Provino    | Vincenzo Provino    | 1 841   | 5,61    | 323                                                             | 1,01   | –     |       |
|                                           | Gino Castronovo                     | Gino Castronovo     | Gino Castronovo     | 1 637   | 4,99    | Cambiamo Bagheria (Sinistra Ecologia Libertà-Italia dei Valori) | 1 144  | 3,56  | –     |
|                                           | Leonardo Eucaliptus                 | Leonardo Eucaliptus | Leonardo Eucaliptus | 802     | 2,44    | Lista per il Cambiamento                                        | 258    | 0,80  | –     |
| Totale                                    | Totale                              | 28 418              | 100                 | 32 833  | 100     |                                                                 | 32 134 | 100   | 30    |
|                                           |                                     |                     |                     |         |         |                                                                 |        |       |       |
| Fonte: Ministero dell'interno             |                                     |                     |                     |         |         |                                                                 |        |       |       |

### Terrasini
| Candidati                                 | Candidati                    | II turno             | II turno             | I turno | I turno | Liste                       | Voti  | %     | Seggi |
| Candidati                                 | Candidati                    | Voti                 | %                    | Voti    | %       | Liste                       | Voti  | %     | Seggi |
| ----------------------------------------- | ---------------------------- | -------------------- | -------------------- | ------- | ------- | --------------------------- | ----- | ----- | ----- |
|                                           | Massimo Cucinella ✔️ Sindaco | 3 581                | 53,45                | 1 958   | 26,34   | Per Terrasini Futura        | 808   | 11,17 | 6     |
| Per Terrasini Domani                      | Massimo Cucinella ✔️ Sindaco | 3 581                | 53,45                | 1 958   | 26,34   | 745                         | 10,30 | 6     |       |
|                                           | Calogero Cammilleri          | 3 119                | 46,55                | 2 109   | 28,37   | Popolo Liberale Terrasinese | 586   | 8,10  | 1     |
| I Popolari di Italia Domani               | Calogero Cammilleri          | 3 119                | 46,55                | 2 109   | 28,37   | 507                         | 7,01  | 1     |       |
| Intesa per Terrasini                      | Calogero Cammilleri          | 3 119                | 46,55                | 2 109   | 28,37   | 504                         | 6,97  | 1     |       |
| Terrasini Democratica                     | Calogero Cammilleri          | 3 119                | 46,55                | 2 109   | 28,37   | 455                         | 6,29  | 1     |       |
| Autonomia e Progresso                     | Calogero Cammilleri          | 3 119                | 46,55                | 2 109   | 28,37   | 427                         | 5,90  | –     |       |
|                                           | Grazia Maria Moceri          | Grazia Maria Moceri  | Grazia Maria Moceri  | 1 649   | 22,18   | Terrasini d'A...mare        | 1 003 | 13,87 | 1     |
| Sicilia Vera-Partito Del Popolo Siciliano | Grazia Maria Moceri          | Grazia Maria Moceri  | Grazia Maria Moceri  | 1 649   | 22,18   | 557                         | 7,70  | 1     |       |
| Il Buon Governo (A)                       | Grazia Maria Moceri          | Grazia Maria Moceri  | Grazia Maria Moceri  | 1 649   | 22,18   | 557                         | 7,70  | 1     |       |
|                                           | Antonino Giannettino         | Antonino Giannettino | Antonino Giannettino | 656     | 8,83    | Futuro e Libertà (A)        | 612   | 8,46  | 1     |
| Unione di Centro                          | Antonino Giannettino         | Antonino Giannettino | Antonino Giannettino | 656     | 8,83    | 83                          | 1,15  | –     |       |
|                                           | Antonino Gallina             | Antonino Gallina     | Antonino Gallina     | 1 061   | 14,27   | Progetto Henri d'Aumale     | 323   | 4,47  | –     |
| 150 Gallina Sindaco                       | Antonino Gallina             | Antonino Gallina     | Antonino Gallina     | 1 061   | 14,27   | 67                          | 0,93  | –     |       |
| Totale                                    | Totale                       | 6 700                | 100                  | 7 433   | 100     |                             | 7 234 | 100   | 20    |
|                                           |                              |                      |                      |         |         |                             |       |       |       |
| Fonte: Ministero dell'interno             |                              |                      |                      |         |         |                             |       |       |       |

## Provincia regionale di Agrigento

### Canicattì
| Candidati                                                              | Candidati                     | II turno                      | II turno                      | I turno | I turno | Liste                     | Voti   | %     | Seggi |
| Candidati                                                              | Candidati                     | Voti                          | %                             | Voti    | %       | Liste                     | Voti   | %     | Seggi |
| ---------------------------------------------------------------------- | ----------------------------- | ----------------------------- | ----------------------------- | ------- | ------- | ------------------------- | ------ | ----- | ----- |
|                                                                        | Vincenzo Corbo ✔️ Sindaco     | 11 795                        | 63,82                         | 5 017   | 23,05   | Corbo Sindaco             | 2 648  | 12,47 | 12    |
|                                                                        | Gaetano Cani                  | 7 047                         | 38,13                         | 4 489   | 20,62   | Canicattì Futuro          | 1 839  | 8,66  | 1     |
| I Meridionali per Canicattì                                            | Gaetano Cani                  | 7 047                         | 38,13                         | 4 489   | 20,62   | 1 513                     | 7,12   | 1     |       |
| Unione di Centro                                                       | Gaetano Cani                  | 7 047                         | 38,13                         | 4 489   | 20,62   | 988                       | 4,65   | –     |       |
| Futuro e Libertà                                                       | Gaetano Cani                  | 7 047                         | 38,13                         | 4 489   | 20,62   | 887                       | 4,18   | –     |       |
| Sicilia Vera-Canicattì una Città in Comune                             | Gaetano Cani                  | 7 047                         | 38,13                         | 4 489   | 20,62   | 668                       | 3,15   | –     |       |
| Canicattì Città Nuova                                                  | Gaetano Cani                  | 7 047                         | 38,13                         | 4 489   | 20,62   | 402                       | 1,89   | –     |       |
|                                                                        | Adolfo Antonio Bartoccelli    | Adolfo Antonio Bartoccelli    | Adolfo Antonio Bartoccelli    | 3 438   | 15,80   | Movimento per l'Autonomia | 2 320  | 10,92 | 3     |
| Canicattì Forte e Libera                                               | Adolfo Antonio Bartoccelli    | Adolfo Antonio Bartoccelli    | Adolfo Antonio Bartoccelli    | 3 438   | 15,80   | 1 533                     | 7,22   | 1     |       |
| Impegno Civico                                                         | Adolfo Antonio Bartoccelli    | Adolfo Antonio Bartoccelli    | Adolfo Antonio Bartoccelli    | 3 438   | 15,80   | 766                       | 3,61   | –     |       |
| Forza Canicattì                                                        | Adolfo Antonio Bartoccelli    | Adolfo Antonio Bartoccelli    | Adolfo Antonio Bartoccelli    | 3 438   | 15,80   | 391                       | 1,84   | –     |       |
|                                                                        | Alberto Tedesco               | Alberto Tedesco               | Alberto Tedesco               | 3 427   | 15,74   | Partito Democratico (A)   | 1 855  | 8,73  | 1     |
| Sinistra Ecologia Libertà-Italia dei Valori-Federazione della Sinistra | Alberto Tedesco               | Alberto Tedesco               | Alberto Tedesco               | 3 427   | 15,74   | 636                       | 2,99   | –     |       |
|                                                                        | Liliana Marchese Ragona       | Liliana Marchese Ragona       | Liliana Marchese Ragona       | 3 378   | 15,52   | Il Popolo della Libertà   | 2 312  | 10,89 | 2     |
| Prima di Tutto Canicattì                                               | Liliana Marchese Ragona       | Liliana Marchese Ragona       | Liliana Marchese Ragona       | 3 378   | 15,52   | 1 066                     | 5,02   | –     |       |
| Lista Cuore                                                            | Liliana Marchese Ragona       | Liliana Marchese Ragona       | Liliana Marchese Ragona       | 3 378   | 15,52   | 896                       | 4,22   | –     |       |
|                                                                        | Giuseppe Francesco Cammalleri | Giuseppe Francesco Cammalleri | Giuseppe Francesco Cammalleri | 2 017   | 9,27    | Fiamma Tricolore          | 517    | 2,43  | –     |
| Totale                                                                 | Totale                        | 18 482                        | 100                           | 21 766  | 100     |                           | 21 237 | 100   | 30    |
|                                                                        |                               |                               |                               |         |         |                           |        |       |       |
| Fonte: Ministero dell'interno                                          |                               |                               |                               |         |         |                           |        |       |       |

### Favara
| Candidati                        | Candidati                     | II turno        | II turno        | I turno | I turno | Liste                                   | Voti   | %     | Seggi |
| Candidati                        | Candidati                     | Voti            | %               | Voti    | %       | Liste                                   | Voti   | %     | Seggi |
| -------------------------------- | ----------------------------- | --------------- | --------------- | ------- | ------- | --------------------------------------- | ------ | ----- | ----- |
|                                  | Rosario Manganella ✔️ Sindaco | 9 411           | 50,65           | 10 558  | 46,03   | Il Popolo della Libertà                 | 4 179  | 18,35 | 6     |
| Movimento per l'Autonomia        | Rosario Manganella ✔️ Sindaco | 9 411           | 50,65           | 10 558  | 46,03   | 3 071                                   | 13,48  | 4     |       |
| I Popolari di Italia Domani      | Rosario Manganella ✔️ Sindaco | 9 411           | 50,65           | 10 558  | 46,03   | 2 334                                   | 10,25  | 3     |       |
| Forza del Sud-Primavera Favarese | Rosario Manganella ✔️ Sindaco | 9 411           | 50,65           | 10 558  | 46,03   | 1 685                                   | 7,40   | 2     |       |
| Per Favara                       | Rosario Manganella ✔️ Sindaco | 9 411           | 50,65           | 10 558  | 46,03   | 1 594                                   | 7,00   | 2     |       |
| Favara Futura                    | Rosario Manganella ✔️ Sindaco | 9 411           | 50,65           | 10 558  | 46,03   | 1 139                                   | 5,00   | 1     |       |
|                                  | Carmelo Vitello               | 9 171           | 49,35           | 8 566   | 37,35   | Futuro e Libertà                        | 4 861  | 21,34 | 7     |
| Ripensare Favara                 | Carmelo Vitello               | 9 171           | 49,35           | 8 566   | 37,35   | 1 262                                   | 5,54   | 2     |       |
|                                  | Luigi Sferrazza               | Luigi Sferrazza | Luigi Sferrazza | 2 088   | 9,10    | Partito Democratico                     | 1 908  | 8,38  | 3     |
|                                  | Antonio Valenti               | Antonio Valenti | Antonio Valenti | 1 725   | 7,52    | Sicilia Vera-Favara una Città in Comune | 744    | 3,27  | –     |
| Totale                           | Totale                        | 18 582          | 100             | 22 937  | 100     |                                         | 22 777 | 100   | 30    |
|                                  |                               |                 |                 |         |         |                                         |        |       |       |
| Fonte: Ministero dell'interno    |                               |                 |                 |         |         |                                         |        |       |       |

### Porto Empedocle
|                                                  | Calogero Firetto ✔️ Sindaco | 10 684 | 93,31 | Città Nuova       | 3 691  | 32,55 | 7  |  |  |
| Unione di Centro                                 | Calogero Firetto ✔️ Sindaco | 10 684 | 93,31 | 2 379             | 20,98  | 5     |    |  |  |
| Movimento per l'Autonomia                        | Calogero Firetto ✔️ Sindaco | 10 684 | 93,31 | 1 648             | 14,54  | 3     |    |  |  |
| Forza del Sud                                    | Calogero Firetto ✔️ Sindaco | 10 684 | 93,31 | 1 246             | 10,99  | 2     |    |  |  |
| Futuro e Libertà                                 | Calogero Firetto ✔️ Sindaco | 10 684 | 93,31 | 819               | 7,22   | 1     |    |  |  |
| Partito Democratico                              | Calogero Firetto ✔️ Sindaco | 10 684 | 93,31 | 733               | 6,46   | 1     |    |  |  |
| Lista Sole                                       | Calogero Firetto ✔️ Sindaco | 10 684 | 93,31 | 624               | 5,50   | 1     |    |  |  |
| Sicilia Vera-Porto Empedocle una Città in Comune | Calogero Firetto ✔️ Sindaco | 10 684 | 93,31 | 32                | 0,28   | –     |    |  |  |
|                                                  | Paolo Ferrara               | 766    | 6,69  | Italia dei Valori | 166    | 1,46  | –  |  |  |
| Totale                                           | Totale                      | 11 450 | 100   |                   | 11 338 | 100   | 20 |  |  |
|                                                  |                             |        |       |                   |        |       |    |  |  |
| Fonte: Ministero dell'interno                    |                             |        |       |                   |        |       |    |  |  |

## Provincia regionale di Catania

### Ramacca
| Candidati                                                           | Candidati                    | II turno                    | II turno                    | I turno | I turno | Liste                     | Voti  | %     | Seggi |
| Candidati                                                           | Candidati                    | Voti                        | %                           | Voti    | %       | Liste                     | Voti  | %     | Seggi |
| ------------------------------------------------------------------- | ---------------------------- | --------------------------- | --------------------------- | ------- | ------- | ------------------------- | ----- | ----- | ----- |
|                                                                     | Francesco Zappalà ✔️ Sindaco | 3 928                       | 62,33                       | 1 842   | 25,71   | Partito Democratico       | 1 121 | 15,80 | 12    |
|                                                                     | Giampiero Musumeci           | 2 374                       | 37,67                       | 2 135   | 29,80   | Movimento per l'Autonomia | 1 196 | 16,85 | 2     |
| Uniti per Ramacca con Giampiero Musumeci Sindaco                    | Giampiero Musumeci           | 2 374                       | 37,67                       | 2 135   | 29,80   | 845                       | 11,91 | 1     |       |
| Movimento Politico Culturale-Sviluppo-Ambiente-Legalità-Ama Ramacca | Giampiero Musumeci           | 2 374                       | 37,67                       | 2 135   | 29,80   | 802                       | 11,30 | 1     |       |
|                                                                     | Francesco Vallone            | Francesco Vallone           | Francesco Vallone           | 1 713   | 23,91   | Il Popolo della Libertà   | 1 166 | 16,43 | 2     |
| Ramacca Prima di Tutto                                              | Francesco Vallone            | Francesco Vallone           | Francesco Vallone           | 1 713   | 23,91   | 537                       | 7,57  | –     |       |
|                                                                     | Giovanni Antonio Malgioglio  | Giovanni Antonio Malgioglio | Giovanni Antonio Malgioglio | 1 475   | 20,59   | Nuovo Polo per l'Italia   | 1 207 | 17,01 | 2     |
| Per Sempre Ramacca Libertà e Autonomia-Noi Sud                      | Giovanni Antonio Malgioglio  | Giovanni Antonio Malgioglio | Giovanni Antonio Malgioglio | 1 475   | 20,59   | 222                       | 3,13  | –     |       |
| Totale                                                              | Totale                       | 6 302                       | 100                         | 7 165   | 100     |                           | 7 096 | 100   | 20    |
|                                                                     |                              |                             |                             |         |         |                           |       |       |       |
| Fonte: Ministero dell'interno                                       |                              |                             |                             |         |         |                           |       |       |       |

## Provincia regionale di Messina

### Capo d'Orlando
| Candidati                                                                    | Candidati                           | II turno             | II turno             | I turno | I turno | Liste                               | Voti  | %     | Seggi |
| Candidati                                                                    | Candidati                           | Voti                 | %                    | Voti    | %       | Liste                               | Voti  | %     | Seggi |
| ---------------------------------------------------------------------------- | ----------------------------------- | -------------------- | -------------------- | ------- | ------- | ----------------------------------- | ----- | ----- | ----- |
|                                                                              | Roberto Vincenzo Sindoni ✔️ Sindaco | 4 601                | 52,92                | 4 521   | 47,87   | Lista Orlandina                     | 2 147 | 23,01 | 6     |
| Città Futura                                                                 | Roberto Vincenzo Sindoni ✔️ Sindaco | 4 601                | 52,92                | 4 521   | 47,87   | 1 748                               | 18,73 | 4     |       |
| Movimento per Capo d'Orlando con Sindoni Sindaco                             | Roberto Vincenzo Sindoni ✔️ Sindaco | 4 601                | 52,92                | 4 521   | 47,87   | 942                                 | 10,09 | 2     |       |
| Capo d'Orlando Venti Venti                                                   | Roberto Vincenzo Sindoni ✔️ Sindaco | 4 601                | 52,92                | 4 521   | 47,87   | 350                                 | 3,75  | –     |       |
| Sicilia Vera-Partito del Popolo Siciliano                                    | Roberto Vincenzo Sindoni ✔️ Sindaco | 4 601                | 52,92                | 4 521   | 47,87   | 36                                  | 0,39  | –     |       |
|                                                                              | Salvatore Librizzi                  | 4 094                | 47,08                | 2 318   | 24,54   | Librizzi Sindaco                    | 1 178 | 12,62 | 3     |
| Democratici per Capo d'Orlando                                               | Salvatore Librizzi                  | 4 094                | 47,08                | 2 318   | 24,54   | 573                                 | 6,14  | 1     |       |
|                                                                              | Renato Carlo Mangano                | Renato Carlo Mangano | Renato Carlo Mangano | 1 563   | 16,55   | Il Popolo della Libertà             | 920   | 9,86  | 2     |
| Alleanza per Capo d'Orlando-Movimento 25 Giugno Libera Et Victoriosa Civitas | Renato Carlo Mangano                | Renato Carlo Mangano | Renato Carlo Mangano | 1 563   | 16,55   | 780                                 | 8,36  | 1     |       |
|                                                                              | Massimo Carrello                    | Massimo Carrello     | Massimo Carrello     | 1 042   | 11,03   | Insieme per Cambiare Capo d'Orlando | 658   | 7,05  | 1     |
| Totale                                                                       | Totale                              | 8 695                | 100                  | 9 444   | 100     |                                     | 9 332 | 100   | 20    |
|                                                                              |                                     |                      |                      |         |         |                                     |       |       |       |
| Fonte: Ministero dell'interno                                                |                                     |                      |                      |         |         |                                     |       |       |       |

### Patti
| Candidati                                          | Candidati                        | II turno                | II turno                | I turno | I turno | Liste                                                 | Voti  | %     | Seggi |
| Candidati                                          | Candidati                        | Voti                    | %                       | Voti    | %       | Liste                                                 | Voti  | %     | Seggi |
| -------------------------------------------------- | -------------------------------- | ----------------------- | ----------------------- | ------- | ------- | ----------------------------------------------------- | ----- | ----- | ----- |
|                                                    | Giuseppe Mauro Aquino ✔️ Sindaco | 4 608                   | 55,21                   | 2 971   | 32,13   | Patti nel Cuore Mauro Aquino Sindaco                  | 898   | 9,60  | 6     |
| NPP-Noi per Patti                                  | Giuseppe Mauro Aquino ✔️ Sindaco | 4 608                   | 55,21                   | 2 971   | 32,13   | 552                                                   | 5,90  | 3     |       |
| 365 Giorni di Lavoro per Patti                     | Giuseppe Mauro Aquino ✔️ Sindaco | 4 608                   | 55,21                   | 2 971   | 32,13   | 552                                                   | 5,90  | 3     |       |
| Il Popolo della Libertà                            | Giuseppe Mauro Aquino ✔️ Sindaco | 4 608                   | 55,21                   | 2 971   | 32,13   | 330                                                   | 3,53  | –     |       |
| Per Patti Aquino Sindaco-Noi Sud-Libertà Autonomia | Giuseppe Mauro Aquino ✔️ Sindaco | 4 608                   | 55,21                   | 2 971   | 32,13   | 287                                                   | 3,07  | –     |       |
|                                                    | Luigi Gullo                      | 3 739                   | 44,79                   | 3 363   | 36,37   | Sicilia Vera-Impegno per Patti con Venuto             | 1 285 | 13,74 | 2     |
| Patti Futura                                       | Luigi Gullo                      | 3 739                   | 44,79                   | 3 363   | 36,37   | 983                                                   | 10,51 | 2     |       |
| Luigi Gullo Sindaco X Patti                        | Luigi Gullo                      | 3 739                   | 44,79                   | 3 363   | 36,37   | 719                                                   | 7,69  | 1     |       |
| Patti Democratica                                  | Luigi Gullo                      | 3 739                   | 44,79                   | 3 363   | 36,37   | 611                                                   | 6,53  | 1     |       |
| Il Centro per Patti                                | Luigi Gullo                      | 3 739                   | 44,79                   | 3 363   | 36,37   | 470                                                   | 5,03  | 1     |       |
| Idea Donna con Luigi Sindaco                       | Luigi Gullo                      | 3 739                   | 44,79                   | 3 363   | 36,37   | 443                                                   | 4,74  | –     |       |
| Unione di Centro                                   | Luigi Gullo                      | 3 739                   | 44,79                   | 3 363   | 36,37   | 426                                                   | 4,56  | –     |       |
| Costruire Insieme                                  | Luigi Gullo                      | 3 739                   | 44,79                   | 3 363   | 36,37   | 272                                                   | 2,91  | –     |       |
|                                                    | Nicola Tindaro Calabria          | Nicola Tindaro Calabria | Nicola Tindaro Calabria | 1 780   | 19,25   | Consumatori per Patti-Nicola Tindaro Calabria Sindaco | 550   | 5,88  | –     |
| Progetto Patti (A)                                 | Nicola Tindaro Calabria          | Nicola Tindaro Calabria | Nicola Tindaro Calabria | 1 780   | 19,25   | 294                                                   | 3,14  | –     |       |
|                                                    | Tindaro Giusto                   | Tindaro Giusto          | Tindaro Giusto          | 1 236   | 13,37   | Alternativa per Patti Vota il Sindaco Giusto          | 574   | 6,14  | 1     |
| Totale                                             | Totale                           | 8 347                   | 100                     | 9 246   | 100     |                                                       | 9 350 | 100   | 20    |
|                                                    |                                  |                         |                         |         |         |                                                       |       |       |       |
| Fonte: Ministero dell'interno                      |                                  |                         |                         |         |         |                                                       |       |       |       |

## Provincia regionale di Ragusa

### Ragusa
|                                                    | Emanuele Dipasquale ✔️ Sindaco | 24 294 | 57,19 | Dipasquale Sindaco        | 6 540  | 16,22 | 6  |  |  |
| Il Popolo della Libertà                            | Emanuele Dipasquale ✔️ Sindaco | 24 294 | 57,19 | 5 210                     | 12,92  | 5     |    |  |  |
| I Popolari di Italia Domani                        | Emanuele Dipasquale ✔️ Sindaco | 24 294 | 57,19 | 3 477                     | 8,62   | 3     |    |  |  |
| Unione di Centro                                   | Emanuele Dipasquale ✔️ Sindaco | 24 294 | 57,19 | 3 195                     | 7,92   | 3     |    |  |  |
| Ragusa Grande di Nuovo                             | Emanuele Dipasquale ✔️ Sindaco | 24 294 | 57,19 | 2 242                     | 5,56   | 2     |    |  |  |
| Forza del Sud                                      | Emanuele Dipasquale ✔️ Sindaco | 24 294 | 57,19 | 1 355                     | 3,36   | –     |    |  |  |
| Partito Repubblicano Italiano-Ragusa Soprattutto   | Emanuele Dipasquale ✔️ Sindaco | 24 294 | 57,19 | 889                       | 2,20   | –     |    |  |  |
| Futuro e Libertà                                   | Emanuele Dipasquale ✔️ Sindaco | 24 294 | 57,19 | 868                       | 2,15   | –     |    |  |  |
| Sicilia Vera-Verso una Economia Regionale Autonoma | Emanuele Dipasquale ✔️ Sindaco | 24 294 | 57,19 | 305                       | 0,76   | –     |    |  |  |
|                                                    | Sergio Guastella               | 15 403 | 36,26 | Partito Democratico       | 5 360  | 13,29 | 5  |  |  |
| Italia dei Valori                                  | Sergio Guastella               | 15 403 | 36,26 | 2 431                     | 6,03   | 2     |    |  |  |
| Movimento Città Guastella Sindaco                  | Sergio Guastella               | 15 403 | 36,26 | 2 150                     | 5,33   | 2     |    |  |  |
| Sinistra Ecologia Libertà                          | Sergio Guastella               | 15 403 | 36,26 | 1 117                     | 2,77   | –     |    |  |  |
| Donne per Ragusa                                   | Sergio Guastella               | 15 403 | 36,26 | 486                       | 1,21   | –     |    |  |  |
|                                                    | Salvatore Battaglia            | 2 779  | 6,54  | Movimento per l'Autonomia | 2 518  | 6,24  | 2  |  |  |
| Voto Ibleo                                         | Salvatore Battaglia            | 2 779  | 6,54  | 1 509                     | 3,74   | –     |    |  |  |
| Battaglia Sindaco                                  | Salvatore Battaglia            | 2 779  | 6,54  | 675                       | 1,67   | –     |    |  |  |
| Totale                                             | Totale                         | 42 476 | 100   |                           | 40 327 | 100   | 30 |  |  |
|                                                    |                                |        |       |                           |        |       |    |  |  |
| Fonte: Ministero dell'interno                      |                                |        |       |                           |        |       |    |  |  |

### Vittoria
| Candidati                                       | Candidati                   | II turno             | II turno             | I turno | I turno | Liste                                                       | Voti   | %     | Seggi |
| Candidati                                       | Candidati                   | Voti                 | %                    | Voti    | %       | Liste                                                       | Voti   | %     | Seggi |
| ----------------------------------------------- | --------------------------- | -------------------- | -------------------- | ------- | ------- | ----------------------------------------------------------- | ------ | ----- | ----- |
|                                                 | Giuseppe Nicosia ✔️ Sindaco | 16 684               | 55,27                | 12 006  | 37,02   | Partito Democratico                                         | 3 519  | 11,64 | 8     |
| I Democratici                                   | Giuseppe Nicosia ✔️ Sindaco | 16 684               | 55,27                | 12 006  | 37,02   | 1 922                                                       | 6,36   | 4     |       |
| Incontriamoci                                   | Giuseppe Nicosia ✔️ Sindaco | 16 684               | 55,27                | 12 006  | 37,02   | 1 688                                                       | 5,58   | 3     |       |
| Insieme                                         | Giuseppe Nicosia ✔️ Sindaco | 16 684               | 55,27                | 12 006  | 37,02   | 1 221                                                       | 4,04   | –     |       |
| Progetto Vittoria                               | Giuseppe Nicosia ✔️ Sindaco | 16 684               | 55,27                | 12 006  | 37,02   | 1 124                                                       | 3,72   | –     |       |
| Italia dei Valori                               | Giuseppe Nicosia ✔️ Sindaco | 16 684               | 55,27                | 12 006  | 37,02   | 1 035                                                       | 3,42   | –     |       |
| Polo Civico Città Nuova Vittoria                | Giuseppe Nicosia ✔️ Sindaco | 16 684               | 55,27                | 12 006  | 37,02   | 860                                                         | 2,84   | –     |       |
| Movimento-i.P.S. Insieme per la Sicilia         | Giuseppe Nicosia ✔️ Sindaco | 16 684               | 55,27                | 12 006  | 37,02   | 478                                                         | 1,58   | –     |       |
| Giovani Democratici                             | Giuseppe Nicosia ✔️ Sindaco | 16 684               | 55,27                | 12 006  | 37,02   | 321                                                         | 1,06   | –     |       |
|                                                 | Carmelo Incardona           | 13 502               | 44,73                | 8 764   | 27,03   | Il Popolo della Libertà                                     | 2 466  | 8,16  | 3     |
| Forza del Sud                                   | Carmelo Incardona           | 13 502               | 44,73                | 8 764   | 27,03   | 2 118                                                       | 7,01   | 2     |       |
| Un Nuovo Inizio                                 | Carmelo Incardona           | 13 502               | 44,73                | 8 764   | 27,03   | 1 714                                                       | 5,67   | 2     |       |
| Vittoria che Cambia-I Popolari di Italia Domani | Carmelo Incardona           | 13 502               | 44,73                | 8 764   | 27,03   | 1 079                                                       | 3,57   | –     |       |
| Una Bella Vittoria                              | Carmelo Incardona           | 13 502               | 44,73                | 8 764   | 27,03   | 779                                                         | 2,58   | –     |       |
| Alleanza per Vittoria e Scoglitti               | Carmelo Incardona           | 13 502               | 44,73                | 8 764   | 27,03   | 367                                                         | 1,21   | –     |       |
|                                                 | Francesco Aiello            | Francesco Aiello     | Francesco Aiello     | 6 807   | 20,99   | Aiello Sindaco                                              | 3 743  | 12,38 | 5     |
| Movimento per l'Autonomia                       | Francesco Aiello            | Francesco Aiello     | Francesco Aiello     | 6 807   | 20,99   | 942                                                         | 3,12   | –     |       |
| I Quartieri-Impegno Popolare-Nuvola Rossa       | Francesco Aiello            | Francesco Aiello     | Francesco Aiello     | 6 807   | 20,99   | 549                                                         | 1,82   | –     |       |
|                                                 | Salvatore Garofalo          | Salvatore Garofalo   | Salvatore Garofalo   | 1 978   | 6,10    | Sinistra Unita con Vendola (A)                              | 1 696  | 5,61  | 3     |
|                                                 | Salvatore Barrano           | Salvatore Barrano    | Salvatore Barrano    | 1 197   | 3,69    | Unione di Centro (A)                                        | 1 209  | 4,00  | –     |
|                                                 | Giovanni Cirnigliaro        | Giovanni Cirnigliaro | Giovanni Cirnigliaro | 755     | 2,33    | Agricoltura Primaditutto (B)                                | 561    | 1,86  | –     |
|                                                 | Pasquale Ferrara            | Pasquale Ferrara     | Pasquale Ferrara     | 658     | 2,03    | Sicilia Vera-Verso una Economia Regionale Autonoma          | 598    | 1,98  | –     |
|                                                 | Salvatore Papa              | Salvatore Papa       | Salvatore Papa       | 262     | 0,81    | Insieme per il Cambiamento-Lista Civica-Vittoria Futura (B) | 246    | 0,81  | –     |
| Totale                                          | Totale                      | 30 186               | 100                  | 32 427  | 100     |                                                             | 30 235 | 100   | 30    |
|                                                 |                             |                      |                      |         |         |                                                             |        |       |       |
| Fonte: Ministero dell'interno                   |                             |                      |                      |         |         |                                                             |        |       |       |

## Provincia regionale di Siracusa

### Lentini
| Candidati                     | Candidati                   | II turno                | II turno                | I turno | I turno | Liste                                      | Voti   | %     | Seggi |
| Candidati                     | Candidati                   | Voti                    | %                       | Voti    | %       | Liste                                      | Voti   | %     | Seggi |
| ----------------------------- | --------------------------- | ----------------------- | ----------------------- | ------- | ------- | ------------------------------------------ | ------ | ----- | ----- |
|                               | Alfio Mangiameli ✔️ Sindaco | 6 711                   | 51,16                   | 3 741   | 25,23   | Partito Democratico                        | 1 881  | 13,16 | 7     |
| Federazione della Sinistra    | Alfio Mangiameli ✔️ Sindaco | 6 711                   | 51,16                   | 3 741   | 25,23   | 642                                        | 4,49   | –     |       |
| Lentini con Alfio Sindaco     | Alfio Mangiameli ✔️ Sindaco | 6 711                   | 51,16                   | 3 741   | 25,23   | 572                                        | 4,00   | –     |       |
|                               | Sebastiano Neri             | 6 406                   | 48,84                   | 5 573   | 37,59   | I Popolari di Italia Domani                | 1 840  | 12,87 | 2     |
| Il Popolo della Libertà       | Sebastiano Neri             | 6 406                   | 48,84                   | 5 573   | 37,59   | 1 515                                      | 10,60  | 2     |       |
| Rinascita Leontina            | Sebastiano Neri             | 6 406                   | 48,84                   | 5 573   | 37,59   | 1 515                                      | 10,60  | 2     |       |
| Forza Lentini                 | Sebastiano Neri             | 6 406                   | 48,84                   | 5 573   | 37,59   | 699                                        | 4,89   | –     |       |
| Forza del Sud                 | Sebastiano Neri             | 6 406                   | 48,84                   | 5 573   | 37,59   | 647                                        | 4,53   | –     |       |
|                               | Vincenzo Reale              | Vincenzo Reale          | Vincenzo Reale          | 3 141   | 21,19   | Movimento per l'Autonomia (A)              | 1 494  | 10,45 | 5     |
| Alleanza per l'Italia         | Vincenzo Reale              | Vincenzo Reale          | Vincenzo Reale          | 3 141   | 21,19   | 928                                        | 6,49   | 1     |       |
| Popolari per Lentini (A)      | Vincenzo Reale              | Vincenzo Reale          | Vincenzo Reale          | 3 141   | 21,19   | 707                                        | 4,95   | –     |       |
|                               | Alfio Grimaldi              | Alfio Grimaldi          | Alfio Grimaldi          | 1 196   | 8,07    | Sinistra Ecologia Libertà                  | 846    | 5,92  | 1     |
|                               | Maria Cristiano             | Maria Cristiano         | Maria Cristiano         | 499     | 3,37    | Movimento Civico Arcobaleno Lentini        | 360    | 2,52  | –     |
|                               | Dario Risuglia              | Dario Risuglia          | Dario Risuglia          | 266     | 1,79    | Futuro e Libertà (A)                       | 248    | 1,73  | –     |
|                               | Cirino Cillepi              | Cirino Cillepi          | Cirino Cillepi          | 229     | 1,54    | Unione di Centro (A)                       | 258    | 1,80  | –     |
|                               | Rosario Ossino Fisicaro     | Rosario Ossino Fisicaro | Rosario Ossino Fisicaro | 181     | 1,22    | Sicilia Vera-Partito Autonomista Siciliano | 142    | 0,99  | –     |
| Totale                        | Totale                      | 13 117                  | 100                     | 14 826  | 100     |                                            | 14 294 | 100   | 20    |
|                               |                             |                         |                         |         |         |                                            |        |       |       |
| Fonte: Ministero dell'interno |                             |                         |                         |         |         |                                            |        |       |       |

### Noto
| Candidati                                   | Candidati                   | II turno       | II turno       | I turno | I turno | Liste                                                     | Voti   | %     | Seggi |
| Candidati                                   | Candidati                   | Voti           | %              | Voti    | %       | Liste                                                     | Voti   | %     | Seggi |
| ------------------------------------------- | --------------------------- | -------------- | -------------- | ------- | ------- | --------------------------------------------------------- | ------ | ----- | ----- |
|                                             | Corrado Bonfanti ✔️ Sindaco | 7 094          | 56,06          | 4 775   | 33,24   | Movimento per l'Autonomia                                 | 1 311  | 9,38  | 3     |
| Unione di Centro-Uniti per la Città         | Corrado Bonfanti ✔️ Sindaco | 7 094          | 56,06          | 4 775   | 33,24   | 1 004                                                     | 7,18   | 2     |       |
| Futuro e Libertà                            | Corrado Bonfanti ✔️ Sindaco | 7 094          | 56,06          | 4 775   | 33,24   | 799                                                       | 5,71   | 2     |       |
| Notolibera-Democrazia e Partecipazione      | Corrado Bonfanti ✔️ Sindaco | 7 094          | 56,06          | 4 775   | 33,24   | 787                                                       | 5,63   | 2     |       |
| Impegno per Noto                            | Corrado Bonfanti ✔️ Sindaco | 7 094          | 56,06          | 4 775   | 33,24   | 594                                                       | 4,25   | –     |       |
|                                             | Raffaele Leone              | 5 561          | 43,94          | 4 338   | 30,19   | Il Popolo della Libertà                                   | 2 040  | 14,59 | 2     |
| Noto Nostra                                 | Raffaele Leone              | 5 561          | 43,94          | 4 338   | 30,19   | 1 161                                                     | 8,30   | 1     |       |
| I Popolari di Italia Domani                 | Raffaele Leone              | 5 561          | 43,94          | 4 338   | 30,19   | 898                                                       | 6,42   | 1     |       |
|                                             | Corrado Valvo               | Corrado Valvo  | Corrado Valvo  | 3 333   | 23,20   | Lista Italia                                              | 1 552  | 11,10 | 1     |
| Forza del Sud (B)                           | Corrado Valvo               | Corrado Valvo  | Corrado Valvo  | 3 333   | 23,20   | 1 408                                                     | 10,07  | 2     |       |
| Patto per Noto                              | Corrado Valvo               | Corrado Valvo  | Corrado Valvo  | 3 333   | 23,20   | 804                                                       | 5,75   | 1     |       |
| Amare Noto                                  | Corrado Valvo               | Corrado Valvo  | Corrado Valvo  | 3 333   | 23,20   | 80                                                        | 0,57   | –     |       |
|                                             | Corrado Bianca              | Corrado Bianca | Corrado Bianca | 1 578   | 10,98   | Partito Democratico-Rinnovamento per Noto (A)             | 1 129  | 8,07  | 3     |
| Sinistra Ecologia Libertà-Italia dei Valori | Corrado Bianca              | Corrado Bianca | Corrado Bianca | 1 578   | 10,98   | 231                                                       | 1,65   | –     |       |
|                                             | Vincenzo Adamo              | Vincenzo Adamo | Vincenzo Adamo | 334     | 2,32    | Movimento per la Difesa e la Rinascita di Noto-Forza Noto | 94     | 0,67  | –     |
| Totale                                      | Totale                      | 12 655         | 100            | 14 367  | 100     |                                                           | 13 983 | 100   | 20    |
|                                             |                             |                |                |         |         |                                                           |        |       |       |
| Fonte: Ministero dell'interno               |                             |                |                |         |         |                                                           |        |       |       |

## Provincia Regionale di Trapani

### Campobello di Mazara
| Candidati                     | Candidati                 | II turno           | II turno           | I turno | I turno | Liste                                                                            | Voti  | %     | Seggi |
| Candidati                     | Candidati                 | Voti               | %                  | Voti    | %       | Liste                                                                            | Voti  | %     | Seggi |
| ----------------------------- | ------------------------- | ------------------ | ------------------ | ------- | ------- | -------------------------------------------------------------------------------- | ----- | ----- | ----- |
|                               | Ciro Caravà ✔️ Sindaco    | 3 817              | 54,56              | 3 031   | 37,51   | Democrazia e Libertà                                                             | 1 697 | 21,20 | 6     |
| Movimento per l'Autonomia     | Ciro Caravà ✔️ Sindaco    | 3 817              | 54,56              | 3 031   | 37,51   | 1 108                                                                            | 13,84 | 3     |       |
| Partito Democratico           | Ciro Caravà ✔️ Sindaco    | 3 817              | 54,56              | 3 031   | 37,51   | 1 031                                                                            | 12,88 | 3     |       |
|                               | Daniele Vito Mangiaracina | 3 179              | 45,44              | 1 465   | 18,13   | Alleanza X la Sicilia                                                            | 932   | 11,64 | 3     |
| Sicilia Vera                  | Daniele Vito Mangiaracina | 3 179              | 45,44              | 1 465   | 18,13   | 606                                                                              | 7,57  | 1     |       |
|                               | Gianvito Greco            | Gianvito Greco     | Gianvito Greco     | 1 141   | 14,12   | Gianvito Greco Sindaco (Uniti per Cambiare-Sinistra Ecologia Libertà)            | 673   | 8,41  | 2     |
|                               | Giuseppe Stallone         | Giuseppe Stallone  | Giuseppe Stallone  | 967     | 11,97   | Forza del Sud (A)                                                                | 702   | 8,77  | 2     |
| Gruppo Sud-Nuovo Secolo       | Giuseppe Stallone         | Giuseppe Stallone  | Giuseppe Stallone  | 967     | 11,97   | 350                                                                              | 4,37  | –     |       |
|                               | Alfonso Tumbarello        | Alfonso Tumbarello | Alfonso Tumbarello | 610     | 7,55    | Il Popolo della Libertà                                                          | 314   | 3,92  | –     |
|                               | Dina La Varvera           | Dina La Varvera    | Dina La Varvera    | 485     | 6,00    | La Varvera Sindaco (Partito Liberale Italiano-Futuro e Libertà-Unione di Centro) | 361   | 4,51  | –     |
|                               | Vincenzo Cuttone          | Vincenzo Cuttone   | Vincenzo Cuttone   | 381     | 4,72    | Popolari e Liberali nel Pdl Movimento Campobello di Mazara (A)                   | 230   | 2,87  | –     |
| Totale                        | Totale                    | 6 996              | 100                | 8 080   | 100     |                                                                                  | 8 004 | 100   | 20    |
|                               |                           |                    |                    |         |         |                                                                                  |       |       |       |
| Fonte: Ministero dell'interno |                           |                    |                    |         |         |                                                                                  |       |       |       |